# Алба (Лот)
Алба (фр. Albas) насеље је и општина у јужној Француској у региону Миди Пирене, у департману Лот која припада префектури Каор.
По подацима из 2011. године у општини је живело 521 становника, а густина насељености је износила 23,86 становника/km². Општина се простире на површини од 21,84 km². Налази се на средњој надморској висини од 107 метара (максималној 332 m, а минималној 85 m).

## Демографија
| 1962. | 1968. | 1975. | 1982. | 1990. | 1999. | 2011. |
| ----- | ----- | ----- | ----- | ----- | ----- | ----- |
| 411   | 504   | 522   | 545   | 507   | 545   | 521   |

График промене броја становника у току последњих година